# Costanza d'Avalos
Costanza d'Avalos (Napoli, 1460 – Ischia, 1541) è stata una nobile di origine spagnola appartenente alla famiglia dei D'Avalos.

## Biografia

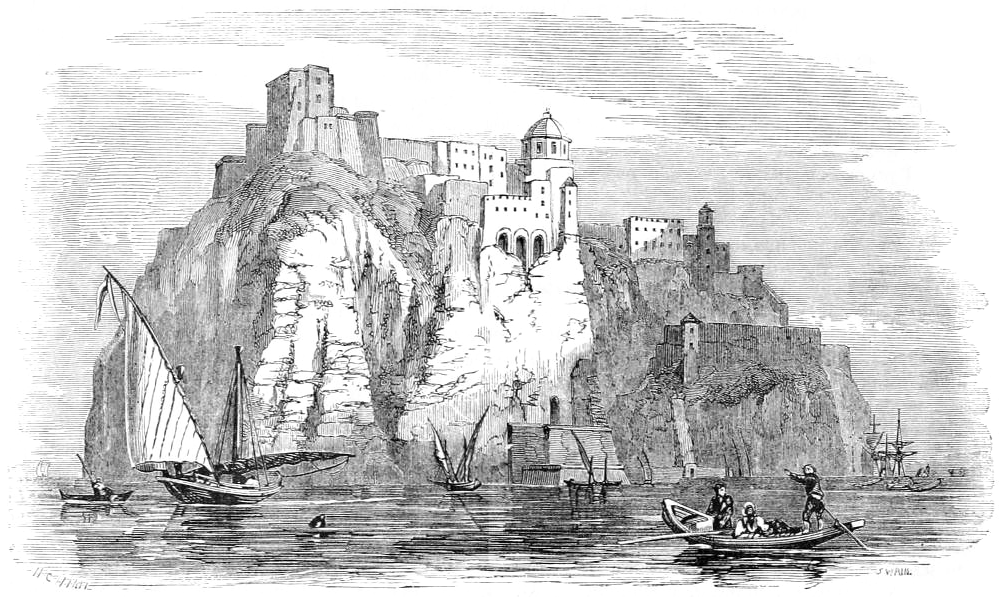
Castello aragonese (Ischia), 1860

Era figlia di Innico I d'Avalos, conte di Monteodorisio, e dell'ereditiera Antonella d'Aquino.
Venne data in sposa nel 1477 a Federico del Balzo, figlio di Pirro, principe di Altamura, duca di Venosa e conte di Montescaglioso e Acerra, fratello della regina consorte di Napoli Isabella.
Dopo essere rimasta vedova nel 1483 senza figli, Federico I di Napoli le concesse il principato di Francavilla. 
Seguì il fratello Innico II d'Avalos a Ischia.
Morti i genitori, il consorte e i fratelli, Costanza assunse il ruolo di capo della famiglia d'Avalos che esercitò con fermezza e autorità. Unì a una raffinata cultura buone capacità di governo che dimostrò nella saggia amministrazione dei suoi feudi.
Nel 1501 Costanza ottenne da Federico I di Napoli il ducato di Francavilla, che venne elevato da Carlo V a principato poco prima della sua morte.
Nel 1503 lottò contro i francesi ottenendo l'anno dopo il possesso dell'isola di Ischia di cui sarà formalmente governatrice per volere dell'imperatore Carlo V d'Asburgo, insieme alla contea di Montescaglioso. . Nel castello d'Ischia stabilì la sua corte, frequentata dai maggiori umanisti napoletani del tempo, un ambito cenacolo letterario in cui emergevano sua nipote Vittoria Colonna e il poeta Jacopo Sannazaro.
Alcuni studiosi vedono ritratta ne La Gioconda di Leonardo da Vinci non la fiorentina Lisa Gherardini ma Costanza.
Nel 1528 Carlo V concesse a Costanza tutta l'area che corrisponde all'attuale comune di Pescara. Vale a dire Francavilla e la fortezza regia pescarese e la Pineta. 
La principessa morì all'età di 81 anni nel castello aragonese di Ischia. Fu sepolta nella cappella d'Avalos all'interno della chiesa di Sant'Anna dei Lombardi, a Napoli. Aveva nominato erede dei suoi possedimenti il nipote Alfonso III d'Avalos, marchese del Vasto.